# دالة التقسيم (الفيزياء)
دالة التقسيم في نظرية المجال الكمي دالة مولدة لجميع دوال الارتباط، وهي تعميم للدالة المميزة لنظرية الاحتمالات.